# Henry Prestoe
Henry Prestoe (1842-1923) fue un naturalista y explorador británico que recolectó especímenes de plantas en la isla Trinidad, de Trinidad y Tobago, siendo corresponsal de Kew Gardens.
De 1864 a 1886, fue botánico gubernamental y superintendente de los jardines botánicos en Trinidad.

## Algunas publicaciones
- 2011. Plants in the Royal Botanical Gardens. Ed. reimpresa de BiblioBazaar, 130 pp. ISBN 1179979656, ISBN 9781179979656
- 1878. New and Important Notice as to Coffee Cultivation in Trinidad. Ed. Royal Botanic Gardens (Trinidad)
- 1877. Notes on Coffee Cultivation. Ed. U.S. Gov. Printing Office, 5 pp.
- 1876. Report on Coffee Cultivation in Dominica. 29 pp.
- 1874. List of Duplicate Plants in the Government Botanic Gardens, November 1874. Con Gov. Botanic Gardens (Trinidad). Ed. U.S. Gov. Printing Office, 16 pp.
- 1870. Catalog of plants cultivated in the Royal Botanic Gardens, Trinidad, from 1865-1870. Ed. the Chronicle Printing Office, 103 pp. en línea

## Eponimia
Género
- (Arecaceae) Prestoea Hook.f.[3]

Especies
- (Annonaceae) Annona prestoei Hemsl.[4]
- (Arecaceae) Desmoncus prestoei L.H.Bailey[5]
- (Poaceae) Arundinaria prestoei (Munro) Hack.[6]